# Æncrages & Co
 (octobre 2024).
Il peut être nécessaire de l'améliorer pour respecter le principe de neutralité de point de vue. Veuillez consulter la page de discussion pour plus de détails.

 (octobre 2024).
Æncrages & Co est une maison d'édition de littérature, spécialisée en poésie française et étrangère. Associant dans un même ouvrage des poètes et des plasticiens, Æncrages a organisé de nombreuses performances d’artistes et d’expositions de livres d’art. L'atelier typographique est installé à Baume-les-Dames (Franche-Comté) depuis 2004.

## Historique
Fondées par le poète et typographe Roland Chopard en 1978, à Bois-de-Champ (Vosges), les éditions Æncrages ont d’abord été une revue. Le premier numéro s’ouvrait sur une citation de Kenneth White, adage de cette revue : « Dérives… une fois quittées les rives de notre culture, l’existence n’a plus d’amarres. Dérives du corps-esprit, recherches peut-être, au-delà du connu, vers… quoi ? »
Puis un premier livre, entièrement composé en caractères manuels, est publié : Ils riaient en entendant le nom barbare du nouveau musicien, de Joseph Guglielmi, avec des images de Robert Groborne.
La publication de la revue a continué un temps avant de s’arrêter au numéro 8 en 1988 pour laisser entièrement place aux livres. Depuis sa création, Æncrages & Co a publié plus de 300 ouvrages, en livres courants et livres d’artistes.
En 2021, Roland Chopard confie la maison d’édition à Armand Dupuy, Laura Tirandaz et Jean-Baptiste Veyrieras. 
En 2023, année des 45 ans de la maison, une nouvelle collection, Feux, est créée. Elle accueille des textes en prose, des correspondances ou des essais poétiques. Un inédit de Stig Dagerman est édité ainsi que les chroniques et scenarii inédits de Germaine Dulac, pionnière du cinéma expérimental. 
En 2024, la collection Parallèles, dédiée à la poésie étrangère, est créée. 

## Catalogue
Au catalogue, on retrouve des écrivains tels Michel Butor, Rose Auslander, Armand Gatti, Joseph Guglielmi, Bernard Noël, Jacques Ancet, Jean-Luc Parant, Robert Wyatt, Charles Juliet, Pierre Bergounioux, Maud Thiria, Armand Dupuy, François Heusbourg, Jacques Rebotier, Claude-Louis Combet, Françoise Ascal, Cédric Le Penven, Jean-Louis Giovannoni, Nicolas Grégoire, Emilien Chesnot, Déborah Heissler, Alexis Audren, Rosanna Warren, James Sacré, Luis Mizon, Laura Tirandaz, Sabine Huynh, E.E. Cummings… 
De nombreux artistes ont collaboré aux éditions : Gabriel Belgeonne, Jean-Michel Marchetti, Colette Deblé, Jean-Marc Scanreigh, Philippe Agostini, Martine Jaquemet, Daphné Bitchatch, Joël Leick, Jean-Luc Parant, Anne Slacik, Gérard Titus-Carmel, Jean-Claude Terrier, Jérémy Liron, Olivier Debré, Alexandre Hollan, Georges Badin, Jean-Pierre Schneider, Judith Bordas, Jérôme Vinçon, Peter Maslow, Jean Gilles Badaire, Joanna Kaiser, Robert Grosborne…

### Les incendies
La maison d’édition artisanale a connu deux incendies, le premier en 1986, dans l'atelier de Bois-de-Champ. Toutes les machines et les presses ont été détruites. Le second en 2007, parti d’une entreprise voisine, a gagné l’atelier et les bureaux à Baume-les-Dames. L’incendie a détruit toutes les machines, le stock de livres ainsi qu’une exposition de Colette Deblé.
En mémoire de ces évènements, une collection, nommée Phoenix, a été créée. 

## La typographie

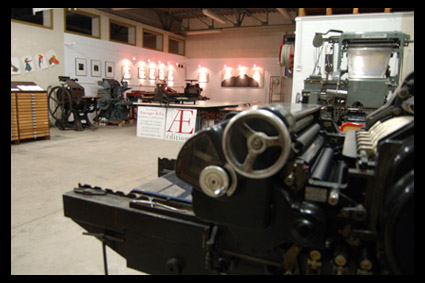
Atelier de typographie des éditions.

La maison a acquis sa notoriété grâce à sa ligne éditoriale, mais également du fait des méthodes de travail utilisées. En effet, depuis sa création jusqu'à 2020, tous les ouvrages étaient réalisés en typographie ou en caractère mobiles, selon la méthode de Gutenberg. Depuis 2020, seuls les livres d'artistes sont réalisés en typographie.
Cette section ne s'appuie pas, ou pas assez, sur des sources secondaires ou tertiaires indépendantes du sujet.

Pour l'améliorer, ajoutez-en, ou placez des modèles {{Source secondaire souhaitée}} ou {{Source secondaire nécessaire}} sur les passages mal sourcés. (février 2023)
Cette section ne s'appuie pas, ou pas assez, sur des sources secondaires ou tertiaires indépendantes du sujet.

Pour l'améliorer, ajoutez-en, ou placez des modèles {{Source secondaire souhaitée}} ou {{Source secondaire nécessaire}} sur les passages mal sourcés. (février 2023)

### Sources
- Le Magazine littéraire (no 369, page 12)
- Livres Hebdo (no 694, page 54)
- Télérama (no 2926, page 48)
- Poly (no 106)